# Państwowy Uniwersytet Tsing Hua

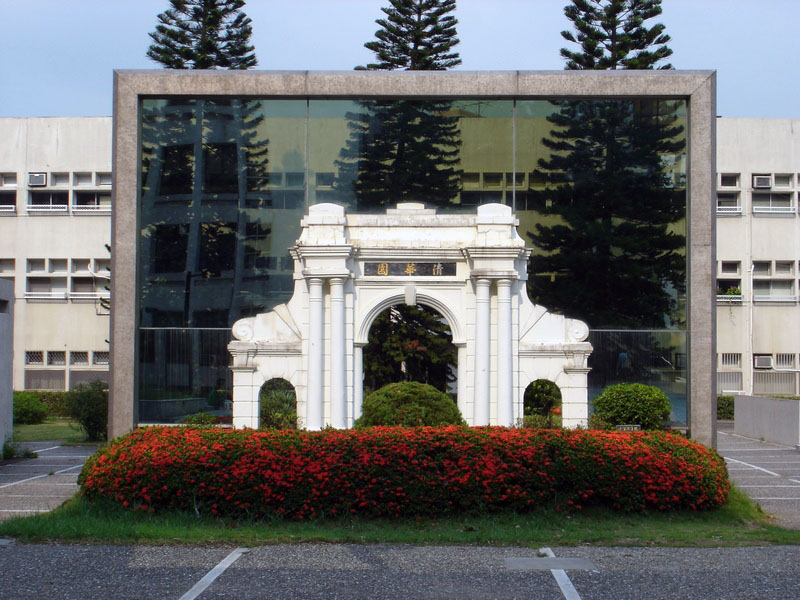
Model bramy Uniwersytetu Tsinghua, symbol ciągłości tradycji uczelni

Państwowy Uniwersytet Tsing Hua (NTHU, ; pinyin: Guólì Qīnghuá Dàxué) – państwowa uczelnia wyższa, zlokalizowana w Xinzhu w Tajwanie.

## Opis
Uczelnia nawiązuje do tradycji Akademii Tsinghua, założonej w 1911 w Pekinie. W 1949 roku, po przejęciu władzy w Chinach przez Komunistyczną Partię Chin, rektor Mei Yiqi wraz z dużą grupą wykładowców uciekł na Tajwan, gdzie rozpoczął starania o ponowne utworzenie uczelni. Nowy uniwersytet został oficjalnie ustanowiony w 1956 roku. 

## Laureaci Nagrody Nobla
Wśród absolwentów uczelni jest dwóch laureatów Nagrody Nobla: 
- w 1957 roku fizyk Chen Ning Yang, pinyin: Yáng Zhènníng; ur. 1922, ukończył uniwersytet w 1944 roku, gdy funkcjonował w Pekinie (nagrodę otrzymał wspólnie z Tsung-Dao Lee (pinyin: Lǐ Zhèngdào; ur. 1926);
- w 1986 roku chemik Yuan Lee (pinyin: Lǐ Yuǎnzhé; ur. 1936, studia na Uniwersytecie Tsing Hua ukończył w 1961 roku).

## Wydziały
- Wydział Nauk Ścisłych
- Wydział Inżynieryjny
- Wydział Elektrotechniki i Nauk Komputerowych
- Wydział Nauk Humanistycznych i Społecznych
- Wydział Nauk Przyrodniczych
- Wydział Badań Jądrowych
- Wydział Inżynierii Zarządzania

## Rektorzy
- Mei Yiqi (梅貽琦): 1956 - 1962
- Chen Ke-chung (陳可忠): 1962 - 1969
- Yen Cheng-hsing (閻振興): 1969 - 1970
- Shu Shien-siu 徐賢修): 1970 - 1975
- Chang Ming-che (張明哲): 1975 - 1981
- Mao Gao-wen (毛高文): 1981 - 1987
- Liu Chao-shiuan (劉兆玄): 1987 - 1993
- Lee Chia-tung (李家同): 1993 - 1994
- Shen Chun-shan (沈君山): 1994 - 1997
- Chen Hsin-hsiung (陳信雄): 1997 - 1998
- Liu Chung-laung (劉炯朗): 1998 - 2002
- Frank Shu (徐遐生): 2002 - 2006
- Chen Wen-tsuen (陳文村): 2006 - 2010
- Chen Lih-juann (陳力俊): 2010 - 2014
- Hong Ho-cheng (賀陳弘) od 2014[2]

## Źródła
- Historia na stronie uczelni